# 苏丹王子空军基地
苏丹王子空军基地（英語：Prince Sultan Air Base，阿拉伯语：‎）是一个位于沙特阿拉伯阿尔卡吉的军事基地。美国空军曾以此作为海湾地区的主要空军基地，以进行南方守望行动。目前基地由沙特阿拉伯皇家空军第6联队使用。2019年12月17日，美国空军第378空中远征联队进驻该基地。